# Nationale Partij (IJsland)
De Nationale Partij (IJslands: Þjóðernishreyfing Íslendinga) was een IJslandse nationaalsocialistische politieke partij tijdens de Tweede Wereldoorlog. De partij werd gevormd door een fusie tussen twee andere nationale partijen. De partij werd gevormd in 1934.
De partij stond voor de bescherming van de etnische identiteit van de IJslandse bevolking. De partij was ook sterk antisemitisch. Ze moedigde corporatisme aan en vond dat de staat in industrialisatie moest investeren. Er zijn geen bewijzen voor banden met nazi-Duitsland. De partij werd meer beïnvloed door de ideeën van Frits Clausen. 
De Nationale Partij heeft nooit een zetel gekregen in het Alding (het IJslandse parlement), maar wel een zetel in de studentenraad van de Universiteit van IJsland. Het ledenaantal kwam nooit hoger dan 450, en de partij had bijna geen invloed op de maatschappij. In 1944, toen duidelijk werd dat nazi-Duitsland de oorlog niet ging winnen, werd de partij opgeheven.